# Gaetano Manno
Gaetano Manno (* 26. Juli 1982 in Hagen) ist ein ehemaliger deutsch-italienischer Fußballspieler.

## Karriere
Manno begann seine Spielerlaufbahn in der Jugendabteilung des SSV Hagen. 2001 wechselte er zur TSG Sprockhövel, bei der er ein Jahr spielte und mit 25 Toren in 28 Einsätzen Anteil am Aufstieg der Mannschaft in die Oberliga hatte. Nach dieser Saison wechselte er zum VfL Bochum, bei dem er jedoch fast nur in der Reservemannschaft eingesetzt wurde. Am 25. September 2004 gab er sein Profidebüt als Einwechselspieler in der Erstligamannschaft des VfL, es folgte jedoch nur noch ein weiterer Kurzeinsatz.
2005 verließ er den Verein und unterschrieb einen Vertrag beim Wuppertaler SV Borussia, für den er bis 2007 in der drittklassigen Regionalliga Nord spielte. Anschließend wechselte Manno zum Zweitligaaufsteiger VfL Osnabrück. Nach zwei Jahren beim VfL, in denen er aufgrund von Verletzungen nur zu insgesamt 34 Einsätzen gekommen war, wechselte er im Sommer 2009 nach dem Abstieg der Osnabrücker in die 3. Liga zum Zweitligaaufsteiger SC Paderborn 07. Es folgten zwei durchwachsene Jahre mit 29 Zweitligaspielen, wobei er durch einen Kreuzbandanriss ein halbes Jahr ausgefallen war.
Im Juni 2011 verpflichtete ihn der FC Rot-Weiß Erfurt. Im ersten Jahr bei den Thüringern konnte er eine Saison weitgehend durchspielen. Er kam in der Saison 2011/12 auf 27 Partien mit vier Toren, wobei er meist auf der rechten Offensivseite eingesetzt wurde.
Zur Saison 2012/13 wechselte Manno zum VfL Osnabrück. Im Juli 2013 wurde sein Vertrag aufgelöst. Ab der Saison 2013/14 spielte Manno bei Preußen Münster, verließ den Verein aber bereits in der Winterpause und wechselte zum FC Viktoria Köln. Zur Saison 2015/16 schloss er sich erneut dem Wuppertaler SV an und stieg am Ende der Saison in die Regionalliga West auf.

## Erfolge
- Aufstieg in die Oberliga Westfalen 2002 mit der TSG Sprockhövel
- Aufstieg in die Regionalliga West 2016 mit dem Wuppertaler SV